# The eyes of Jenny
The eyes of Jenny is een nummer van Sandy Coast dat werd geschreven door Hans Vermeulen, de leadzanger van deze band. Het nummer is afkomstig van het album "Terreno" uit 1981. In december 1980 werd het nummer op single uitgebracht.

## Achtergrond
De plaat werd begin 1981 een hit in Nederland en België (Vlaanderen). 
In Nederland werd de plaat door dj Frits Spits veel gedraaid in zijn radioprogramma De Avondspits op Hilversum 3 en werd een hit in de destijds drie hitlijsten op de nationale publieke popzender. De plaat bereikte de 15e positie in de Nationale Hitparade, de 11e positie in de Nederlandse Top 40 en de 12e positie in de TROS Top 50. In de Europese hitlijst op Hilversum 3, de TROS Europarade, werd géén notering behaald.
In België bereikte de plaat de 24e positie in de voorloper van de Vlaamse Ultratop 50 en de 16e positie in de Vlaamse Radio 2 Top 30. In Wallonië werd géén notering behaald.
Ook staat de plaat vrijwel elk jaar genoteerd in de NPO Radio 2 Top 2000 van de Nederlandse publieke radiozender NPO Radio 2. Tijdens de Edison-uitreiking van 1981 werd The eyes of Jenny uitgeroepen tot single van het jaar.
In 2011 bracht de zanger Simon Stein een bewerkte vertaling van het lied uit met de naam Ogenblik met Jenny.

## Sandy Coast
Op de B-kant van de single van Sandy Coast staat het nummer It's my time now. In 1981 werd The eyes of Jenny verder op de elpee Tenero uitgebracht en in 1982 op de gelijknamige verzamelelpee The eyes of Jenny.
De single kwam nadat er langere tijd niets meer van Sandy Coast was gehoord, omdat de bandleden in 1973 uit elkaar waren gegaan. Hans Vermeulen was in de tussentijd actief met een solocarrière. Erna kwam de band opnieuw met nieuw werk, maar had daarmee weinig succes.

### Ontstaan nummer
Toen Hans Vermeulen op 16-jarige leeftijd in Italië was, kwam hij daar een Amsterdamse familie en een familie uit Schagen tegen. Een van de dochters was de toen 9-jarige Janny. Jaren later in Rotterdam kwam er een jongedame naar hem toe die hij onmiddellijk aan haar ogen herkende: dezelfde Janny. Hans Vermeulen schreef een lied over haar (en haar ogen), waarbij hij voor de Engelse tekst de naam veranderde in 'Jenny'. Dit lied heeft hem, naar eigen zeggen, veel goeds gebracht: het werd een hit en het is tientallen malen gecoverd. Dit betekende een positieve kentering in zijn financiële situatie.

## Hitnoteringen
De single kwam in de Nederlandse hitlijsten en kort erop ook in de Belgische lijsten te staan. In de Vlaamse Ultratop 50 bleef de plaat vijf weken staan met de 24e positie als hoogste notering, en in de Vlaamse Radio 2 Top 30 stond de plaat vier weken een 16e positie als hoogste notering.
In Nederland was het volgende scoreverloop te zien in de destijds drie hitlijsten op Hilversum 3:

### Nederlandse Top 40
| "The eyes of Jenny" in de Nederlandse Top 40 - binnen: 21-02-1981 | "The eyes of Jenny" in de Nederlandse Top 40 - binnen: 21-02-1981 | "The eyes of Jenny" in de Nederlandse Top 40 - binnen: 21-02-1981 | "The eyes of Jenny" in de Nederlandse Top 40 - binnen: 21-02-1981 | "The eyes of Jenny" in de Nederlandse Top 40 - binnen: 21-02-1981 | "The eyes of Jenny" in de Nederlandse Top 40 - binnen: 21-02-1981 | "The eyes of Jenny" in de Nederlandse Top 40 - binnen: 21-02-1981 | "The eyes of Jenny" in de Nederlandse Top 40 - binnen: 21-02-1981 | "The eyes of Jenny" in de Nederlandse Top 40 - binnen: 21-02-1981 | "The eyes of Jenny" in de Nederlandse Top 40 - binnen: 21-02-1981 |
| Week                                                              | 1                                                                 | 2                                                                 | 3                                                                 | 4                                                                 | 5                                                                 | 6                                                                 | 7                                                                 | 8                                                                 |                                                                   |
| ----------------------------------------------------------------- | ----------------------------------------------------------------- | ----------------------------------------------------------------- | ----------------------------------------------------------------- | ----------------------------------------------------------------- | ----------------------------------------------------------------- | ----------------------------------------------------------------- | ----------------------------------------------------------------- | ----------------------------------------------------------------- | ----------------------------------------------------------------- |
| Nummer                                                            | 37                                                                | 27                                                                | 24                                                                | 16                                                                | 13                                                                | 11                                                                | 18                                                                | 27                                                                | uit                                                               |

### Nationale Hitparade
| "The eyes of Jenny" in de Nationale Hitparade - binnen: 14-02-1981 | "The eyes of Jenny" in de Nationale Hitparade - binnen: 14-02-1981 | "The eyes of Jenny" in de Nationale Hitparade - binnen: 14-02-1981 | "The eyes of Jenny" in de Nationale Hitparade - binnen: 14-02-1981 | "The eyes of Jenny" in de Nationale Hitparade - binnen: 14-02-1981 | "The eyes of Jenny" in de Nationale Hitparade - binnen: 14-02-1981 | "The eyes of Jenny" in de Nationale Hitparade - binnen: 14-02-1981 | "The eyes of Jenny" in de Nationale Hitparade - binnen: 14-02-1981 | "The eyes of Jenny" in de Nationale Hitparade - binnen: 14-02-1981 | "The eyes of Jenny" in de Nationale Hitparade - binnen: 14-02-1981 | "The eyes of Jenny" in de Nationale Hitparade - binnen: 14-02-1981 | "The eyes of Jenny" in de Nationale Hitparade - binnen: 14-02-1981 |
| Week                                                               | 1                                                                  | 2                                                                  | 3                                                                  | 4                                                                  | 5                                                                  | 6                                                                  | 7                                                                  | 8                                                                  | 9                                                                  | 10                                                                 |                                                                    |
| ------------------------------------------------------------------ | ------------------------------------------------------------------ | ------------------------------------------------------------------ | ------------------------------------------------------------------ | ------------------------------------------------------------------ | ------------------------------------------------------------------ | ------------------------------------------------------------------ | ------------------------------------------------------------------ | ------------------------------------------------------------------ | ------------------------------------------------------------------ | ------------------------------------------------------------------ | ------------------------------------------------------------------ |
| Nummer                                                             | 42                                                                 | 32                                                                 | 30                                                                 | 16                                                                 | 22                                                                 | 21                                                                 | 15                                                                 | 16                                                                 | 25                                                                 | 38                                                                 | uit                                                                |

### TROS Top 50
Hitnotering: 19-02-1981 t/m 09-04-1981. Hoogste notering: #12 (1 week).

### NPO Radio 2 Top 2000
| Nummer met noteringen in de NPO Radio 2 Top 2000 | '99  | '00  | '01  | '02  | '03  | '04  | '05  | '06  | '07  | '08  | '09 | '10  | '11  | '12  | '13  | '14  | '15  | '16  | '17 | '18  | '19  | '20  | '21  | '22  |
| ------------------------------------------------ | ---- | ---- | ---- | ---- | ---- | ---- | ---- | ---- | ---- | ---- | --- | ---- | ---- | ---- | ---- | ---- | ---- | ---- | --- | ---- | ---- | ---- | ---- | ---- |
| The eyes of Jenny                                | 1119 | 1149 | 1208 | 1254 | 1621 | 1491 | 1422 | 1762 | 1894 | 1621 | -   | 1401 | 1226 | 1172 | 1219 | 1063 | 1337 | 1678 | 768 | 1628 | 1566 | 1852 | 1711 | 1880 |

1. ↑  Een '-' betekent dat het nummer niet was genoteerd en een vetgedrukt getal geeft de hoogste notering aan.
2. ↑  Deze tabel is bijgewerkt tot en met de laatste editie (2024).

## Simon Stein
In 2011 bracht de zanger Simon Stein een bewerkte vertaling van het nummer uit met de naam Ogenblik met Jenny.
De single van Stein kwam in 2013 op plaats 790 te staan van de Volendammer Top 1000, een eenmalige all time-hitlijst die door de luisteraars van 17 Noord-Hollandse radio- en tv-zenders werd samengesteld.